# Tealidium
Tealidium is een geslacht van zeeanemonen uit de klasse van de Anthozoa (bloemdieren).

## Soorten
- Tealidium cingulatum Hertwig, 1882
- Tealidium jungerseni Carlgren, 1921